# Wyochernes asiaticus
Wyochernes asiaticus är en spindeldjursart som först beskrevs av Vladimir V. Redikorzev 1922.  Wyochernes asiaticus ingår i släktet Wyochernes och familjen blindklokrypare.

## Underarter
Arten delas in i följande underarter:
- W. a. asiaticus
- W. a. nepalensis